# Federico Salas-Guevara
Luis Federico Beltrán Salas-Guevara Schultz (Lima, 4 de septiembre de 1950-Huancavelica, 28 de abril de 2021) fue un administrador de empresas y político peruano. Fue presidente del Gobierno Regional de Huancavelica desde 2007 hasta el 2010. Durante el tercer mandato de Alberto Fujimori, Salas ejerció como presidente del Consejo de Ministros y como ministro de Educación. También fue alcalde provincial de Huancavelica.

## Biografía
Nació en la ciudad de Lima, el 4 de septiembre de 1950. Fue hijo de Federico Salas-Guevara Alarco y de Edith Schultz Macchiavello.
Su infancia la pasó en Huancavelica y luego viaja a Lima, haciendo sus estudios primarios en el Colegio Inmaculado Corazón del distrito de Miraflores y los secundarios en el Colegio Santa María Marianistas.
Contrajo matrimonio en primeras nupcias con Lyriam Succar, con la que tuvo 4 hijos, y en segundas nupcias con Rosario Serpa Masías con quien tuvo una hija.
Luego de la muerte de su hermano, asume el manejo de sus bienes hasta que en 1973 las tierras de su familia son expropiadas por la reforma agraria. Regresó a Lima para hacer estudios de administración en Instituto Peruano de Administración de Empresas (IPAE) y de marketing en la Universidad ESAN.
En 1993 creó el Centro de Investigación, Promoción y Desarrollo en apoyo a Huancavelica.

## Vida política

### Alcalde de Huancavelica
Federico Salas se inicia en la política cuando decide postular a la alcaldía de la Provincia de Huancavelica por la lista independiente Ahora Huancavelica en 1995. Salas logró ser elegido como alcalde provincial para el periodo 1996-1998 y luego fue reelegido para un segundo mandato municipal.
En 1997, organizó la gran Cabalgata de los Andes de 500 km hacia Lima, en la cual, exigía mejoras y descentralización a favor de la región más pobre del Perú. Aunque fue atendido por funcionarios del gobierno no fue recibido por el presidente Alberto Fujimori, sin embargo, Salas había recibido el reconocimiento nacional por su marcha.

### Candidato presidencial
Para las elecciones generales del año 2000, Salas fue anunciado, por los excongresistas Rafael Rey y José Barba Caballero, como el candidato presidencial de la Agrupación Independiente Avancemos (alianza conformada por Renovación Nacional y Coordinadora Democrática). La plancha estuvo conformada por Rafael Rey a la primera vicepresidencia y Guillermo Castañeda Mungi a la segunda. Sin embargo, luego del fraude electoral, la candidatura presidencial quedó en el cuarto lugar de las preferencias.

### Primer ministro y ministro de Educación
El 28 de julio del 2000, al instaurarse el tercer mandato presidencial de Alberto Fujimori, este sorpresivamente nombra a Federico Salas como el nuevo presidente del Consejo de Ministros en reemplazo de Alberto Bustamante y el mismo día de juramentar como primer ministro, Salas también juramentó como ministro de Educación.
Salas luego acudió al Congreso de la República a solicitar el voto de confianza, lo cual obtuvo con 69 votos a favor, 25 en contra y 16 abstenciones.
El 21 de noviembre del mismo año, tras la caída del régimen fujimorista, Salas renunció a ambos cargos. Luego, Salas reapareció en la Comisión especial de investigación a Vladimiro Montesinos y afirmó haber recibido 30 mil dólares de Montesinos a cambio de asumir el premierato. Luego, se planteó una denuncia constitucional por miembros de la oposición, sin embargo, esta fue rechazada por la mayoría fujimorista.

### Presidente Regional de Huancavelica
Luego de presentar un habeas corpus, Salas regresó al ámbito político y decidió postular al Gobierno Regional de Huancavelica en las elecciones regionales del 2006. Resultó elegido como presidente regional de Huancavelica para el periodo 2007-2010.
Según señaló Ideele Radio, se pidió la vacancia de Salas al cargo. Sin embargo, dicha solicitud fue desestimada por el Jurado Nacional de Elecciones cuando la Corte Suprema emitió una resolución en la que declaraba el cumplimiento del plazo de inhabilitación.
Intentó ser reelegido en las elecciones regionales del 2010 donde no obtuvo éxito y de igual manera en las elecciones regionales del 2018.
Salas luego admitió su arrepentimiento de haber aceptado la presidencia del Consejo de Ministros durante el gobierno de Alberto Fujimori.

## Fallecimiento
El 28 de abril del 2021, Federico Salas falleció a los 70 años, tras ser víctima de la COVID-19.

## Controversias

### Sentencias
En el 2005, la Corte Suprema lo sentenció a 3 años de prisión suspendida, al pago de una reparación de tres millones de soles, y a una inhabilitación de dos años, por los delitos, de falsedad ideológica, asociación ilícita para delinquir y peculado. Según afirma "Ideele Radio", el ex-premier fue enjuiciado por haber firmado un Decreto de Urgencia que amplió el pliego del Ministerio de Defensa por 69 millones de soles para implementar, supuestamente, un plan militar contra las FARC colombianas, que nunca se llevó a cabo.
En el 2014, la Sala Penal Especial de la Corte Suprema determinó que los exministros fujimoristas Carlos Boloña, Carlos Bergamino y Salas avalaron la entrega de US$15 millones a Vladimiro Montesinos como "compensación" por sus diez años de servicio en el régimen de Fujimori. Por ello fueron condenados a cuatro años de prisión suspendida.

## Obras
- Manuel Felipe "El Español" (1998).
- Historia de Huancavelica, tomos I y II. (2007).

## Premios y reconocimientos
- Gran Cruz de la Orden El Sol del Perú